# Patiyo Tambwe
Patiyo Tambwe (Beni, 7 gennaio 1984) è un ex calciatore congolese (Repubblica Democratica del Congo), di ruolo attaccante.